# Henry Pridham-Wippell
Henry Daniel Pridham-Wippell (12 augustus 1885 – 2 april 1952) was een Brits admiraal van de Royal Navy die zowel in de Eerste Wereldoorlog als de Tweede Wereldoorlog diende.

## Biografie
Pridham-Wippell werd geboren in Bromley. Hij ging studeren aan de The Limes, Greenwich en de Royal Navy College in Dartmouth. In 1900 werd hij toegevoegd aan de Royal Navy. Hij diende tijdens de Eerste Wereldoorlog bij de Grand Fleet. Gedurende de Slag om Gallipoli stond hij aan het hoofd van de torpedojagers. Hij diende in 1916 in de Adriatische Zee en voor de kust van het Midden-Oosten.
In 1928 werd hij benoemd tot commandant van HMS Enterprise en in 1932 werd hij bevelhebber van de 6e Destroyer Flotilla van de Home Fleet. Hij werd in 1933 directeur van de Operationele Divisies bij de Admiralty en 1936 bevelhebber van de Destroyer Flotillas van de Home Fleet. In 1938 werd Pridham-Wippell benoemd tot directeur van Personeelsdiensten bij de Admiralty.
In 1940 werd Pridham-Wippell benoemd tot bevelhebber van de 1e Battle Squadron in de Middellandse Zee en plaatsvervangend bevelhebber van de Middellandse Zeevloot.
Hij werd geridderd voor zijn aandeel tijdens de Slag bij Kaap Matapan in maart 1941. Hij was een van de overlevenden toen op 25 november 1941 het slagschip HMS Barham door de Duitse U-boot U 331 tot zinken werd gebracht. In 1941 werd Pridham-Wippell bevorderd tot vice-admiraal.
Tussen 1942 en 1945 stond Pridham-Wippell als vlagofficier (Flag Officer) aan het hoofd van Dover. Na de oorlog was hij tussen 1945 en 1947 bevelhebber over de marinebasis Plymouth (Commander-in-Chief, Plymouth). In 1948 ging hij met pensioen en stierf op 2 april 1953 in Deal, Kent.

## Militaire loopbaan
- Cadet: 15 mei 1900[1]
- Sub-Lieutenant: 30 december 1904[1][2]
- Lieutenant: 1 april 1907[1][2]
- Midshipman: 1901[2] - 30 oktober 1907[1]
- Lieutenant-Commander:	1 april 1919[1]- 1 april 1915[2]
- Captain: 31 december 1926[1][2]
- Commander: 31 december 1926[1]- 30 juni 1919[2]
- Rear Admiral: 11 januari 1938[1][2]
- Vice Admiral: 3 januari 1941[1][2]
- Admiral:	 30 juni 1944[1][2]

## Decoraties
- Ridder Commandeur in de Orde van het Bad op 30 juni 1941[2]
- Commandeur in de Orde van het Bad op 8 september 1939[2]
- Commandeur in de Koninklijke Orde van Victoria[3]
- Lid in de Koninklijke Orde van Victoria op 3 juni 1939[2]
- Oorlogskruis (Griekenland) op 11 november 1941[2]
- Orde van de Nijl, 4e klasse op 17 mei 1918[2]
- Dagorder op 20 februari 1919[2]